# Kapuśniki
Kapuśniki – wieś w Polsce, położona w województwie mazowieckim, w powiecie sierpeckim, w gminie Mochowo. Ma status sołectwa.
| SIMC    | Nazwa       | Rodzaj    |
| ------- | ----------- | --------- |
| 0571375 | Pokrzywnica | część wsi |

W latach 1975–1998 miejscowość administracyjnie należała do województwa płockiego.